# Аль-Мутаваккиль Алаллах
Абу́ль-Фадль Джафа́р ибн Муха́ммад ибн Хару́н (араб. أبو الفضل جعفر بن محمد بن هارون‎), более известный под тронным именем аль-Мутава́ккиль Алалла́х (араб. المتوكل على الله‎ — «Уповающий на Аллаха»; 821—861) — багдадский халиф из династии Аббасидов.

## Биография
Аль-Мутаваккиль получил власть после смерти брата аль-Васик Биллаха. Стремился укрепить авторитет халифской власти, опираясь на консервативную часть исламского общества.
Приложил много усилий при строительстве временной столицы Аббасидов — Самарры. Приказал возвести здесь дворец Аль-Aшик и красивую резиденцию, известную под названием Аль-Джафария.
Во время его правления суннизм вновь стал официальной религией в халифате, потеснив мутазилитов. Во время его правления завершилась михна. Был реабилитирован преследуемый при предыдущих халифах защитник ортодоксального ислама Ахмад ибн Ханбаль. В 851 году Аль-Мутаваккиль отдал приказ сровнять с землей мавзолей особо почитаемого у шиитов сына халифа Али ибн Абу Талиба — имама Хусейна ибн Али в Кербеле. По его распоряжению из Медины в Самарру был доставлен шиитский имам Али аль-Хади, потомок Али, который до самой смерти пребывал под домашним арестом. Отдал ряд указов, дискриминирующих христиан и иудеев. Им было приказано носить в публичных местах особые отличительные знаки. Кроме того, он разрушил часть церквей и синагог, конфисковал 1/10 часть их недвижимости, запретил христианам устраивать шествия накануне Пасхи, а мусульманским учителям — учить детей иноверцев.
Несмотря на усилия, во время его правления ускорился процесс ослабления халифата.
Сам Аль-Мутаваккиль был большим поклонником женщин и вина. По данным Аль-Масуди в его гареме находилось около 4000 женщин. Любил также цветы, особенно розы.
Был убит своими же телохранителями в 861 году в Самарре.